# Wim Barbier
Wim Barbier (Geel, 22 november 1960) is een Belgische schaker die actief is bij Boey Temse. In 2019 is zijn FIDE-rating 2041.  
In 2004 werd Barbier Belgisch kampioen in de Open reeks. Van 2 t/m 10 juli 2005 werd in Aalst (Oost-Vlaanderen) het kampioenschap van België bij de heren gespeeld dat door Alexandre Dgebuadze met 7 uit 9 gewonnen werd. Barbier werd achttiende met 1,5 punt.

## Externe koppelingen
- (en)   Informatie over schaakpartijen van Wim Barbier op ChessGames.com
- (en)   Informatie over schaakpartijen van Wim Barbier op 365chess.com
- (en)  FIDE-ratinggegevens voor Wim Barbier